# Sayonara Memories
"Sayonara Memories" (さよならメモリーズ, Sayonara Memorīzu) é uma música da banda Supercell, escrita por Ryo. Foi lançada em fevereiro de 2010 pela Sony Music. Um videoclipe para a canção foi produzido, sendo dirigido por Takahiro Miki e Taiki Ueda.

## Desempenho nas paradas
| Parada (2010)                    | Melhor posição |
| -------------------------------- | -------------- |
| Japão Billboard Japan Hot 100    | 31             |
| Japão Singles Semanais da Oricon | 7              |